# Vanessa Hessler
Vanessa Hessler (ur. 21 stycznia 1988 w Rzymie) – włoska modelka i aktorka.

## Filmografia
- 2005 – Natale a Miami, reż. Neri Parenti, jako Stella
- 2008 – Asterix na olimpiadzie (Astérix aux jeux olympiques), reż. Frédéric Forestier i Thomas Langmann, jako Irina
- 2012 – Święta Barbara, reż. Carmine Elia, w roli tytułowej[1]
- 2012 – Opowieść z tysiąca i jednej nocy. Alladyn i Szecherezada, reż. Marco Pontecorvo, jako Szeherezada[2]